# Djet
Djet is een Egyptische koning van de 1e dynastie.

## Naam
Koning Djet is vernoemd naar zijn Horusnaam, zoals gebruikelijk was in de 1e dynastie, variatie van de naam is Zet. De naam wordt geschreven met het hiëroglief voor een kronkelende slang.  Zijn naam kan vertaald worden als "Horus slang" of "Cobra van Horus"
Er bestaat ook een variant van de naam, gevonden bij een rots inscriptie in de buurt van Zuid-Edfoe. Deze bestaat uit het hiëroglief voor kronkelende slang samen met het teken voor een papyrusstengel. De naam wordt dus: Wadji, Wadj, Uadji of Oeadji. Wat betekent: de frisheid of de herwonnen kracht.
Postuum werd de koning aangeduid als Ita of Itaoe op de koningslijst van Abydos en Itai op de Turijnse koningslijst. De geschriften gebaseerd op het werk van Manetho, vermelden de naam Kenkenês of Uenephês.

## Familie
Koning Djet was een zoon van Hor Djer en vermoedelijk koningin Herneith. Er wordt aangenomen dat hij met zijn zus trouwde Merneith en een koningin Ahaneith. Koning Djet en Merneith kregen samen een kind: Den, tevens opvolger.
Een andere verklaring is dat Djet onbekende ouders had en getrouwd was met Merneith. Zij zou dan de dochter zijn geweest van Djer en Herneith.

## Regering
Overleveringen van Manetho geven twee namen: Kenkenês en Uenephês, die zouden 31, en 23 jaar hebben geregeerd waarvan er eentje Djet moet zijn geweest. In de regering van Uenephês heerste er een hongersnood en zou er een piramide gebouwd zijn in Kôchômê.
Wat duidelijk is dat koning Djet niet lang heeft geregeerd. Ook al op de Steen van Palermo wordt de naam van zijn echtgenote genoemd, Merneith, waaruit geconcludeerd kan worden dat de koning een korte regering had. Op een ivoren label uit zijn regering is maar één Sokar-festival geattesteerd. Tussen het festival lag meestal zes tot tien jaar. Volgens Wolfgang Helck regeerde de koning 10 jaar. Volgens een stuk van een agenda, zou Djet zijn overleden op 7 Peret III terwijl de regering van Djet aanving op 22 Peret IV. Wat de reden is van de 45 dagen van interregnum is onbekend.
Details van de regering van Djet zijn verloren gegaan. Op verschillende fragmenten van vaten en zegels valt te herleiden dat er een intensieve handel was met Syrië en Palestina. Bij tombes uit Tarkhan en Sakkara zijn potten ontdekt uit Palestina. Andere activiteiten kunnen herleid worden uit de twee jaartabletten van de koning. Het lezen van de activiteiten geeft wat problemen en is voor meerdere interpretaties vatbaar. Jaarlabel 1: Jaar van het plannen van een kelder (?), van de dubbele plant, geboorte van de lotusknoppen staande in de kroon heiligdom van de twee dames." Jaarlabel 2 vermeld een overwinning, de productie van een standbeeld en vermoedelijk het bouwen van een vesting. In Masra Alam te Nubië is een inscriptie "Hemka" onder de inscriptie "Djet" ontdekt.
Kleizegels bewijzen het begin van de carrière van de edelman Amka onder koning Djer. Hij was beheerder van het landgoed Hor-Sechenti-Djoe en werd gepromoveerd tot de koninklijke rentmeester. In de vroege jaren van de opvolger van Djer, overleed Amka nadat hij benoemd was na regionale geschillen in de westelijke Nijl Delta. Andere belangrijke edelmannen zijn Sechemka-Sejdet en Setka. De naam Sechemka-Sejdet werd vaak aangetroffen bij grafgiften van koning Djet gevonden te Sakkara.
Toen Djet stierf nam zijn echtgenote Merneith de regering over, omdat Den, de toekomstige farao, nog te jong was. De koning zou zijn begraven in Umm el-Qa'ab, een plaatsje bij de stad Abydos.

### Bewijzen en documenten
- Graftombe in Abydos (Z);
- Inscripties in graftombe 3504 in Saqqara;
- Zegelafdruk gevonden bij de mastaba V in Gizeh;
- Koperen werktuigen die zijn naam dragen gevonden in Abydos.

## Galerij

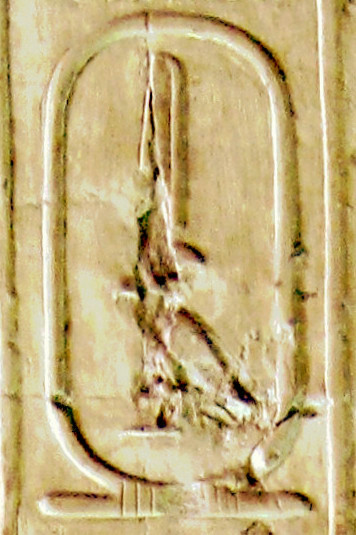
Cartouche met opschrift Ita, postume naam van koning Djet Tempel van Seti I in Abydos
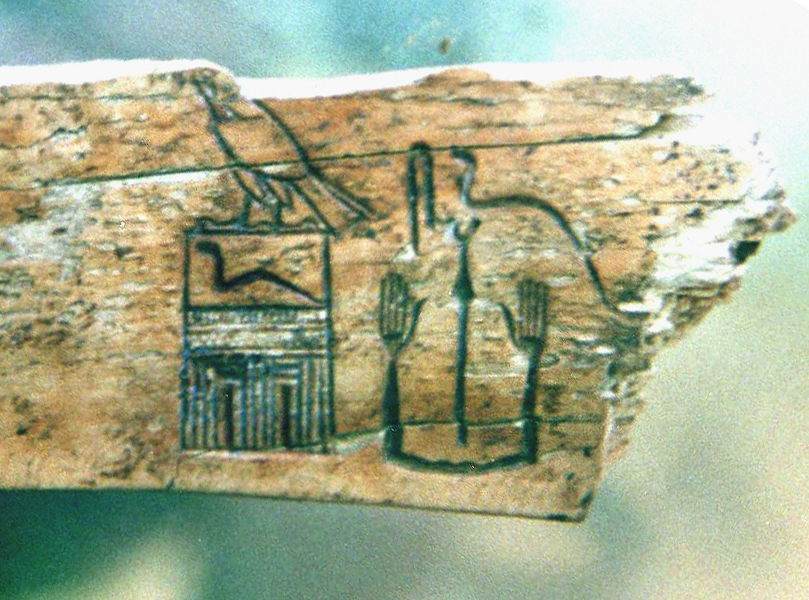
Ivoren label met de horusnaam van koning Djet en de naam van Sekhemka-Sedjet, een hofambtenaar Egyptisch Museum Vindplaats mogelijk Saqqara, Tombe S 3504
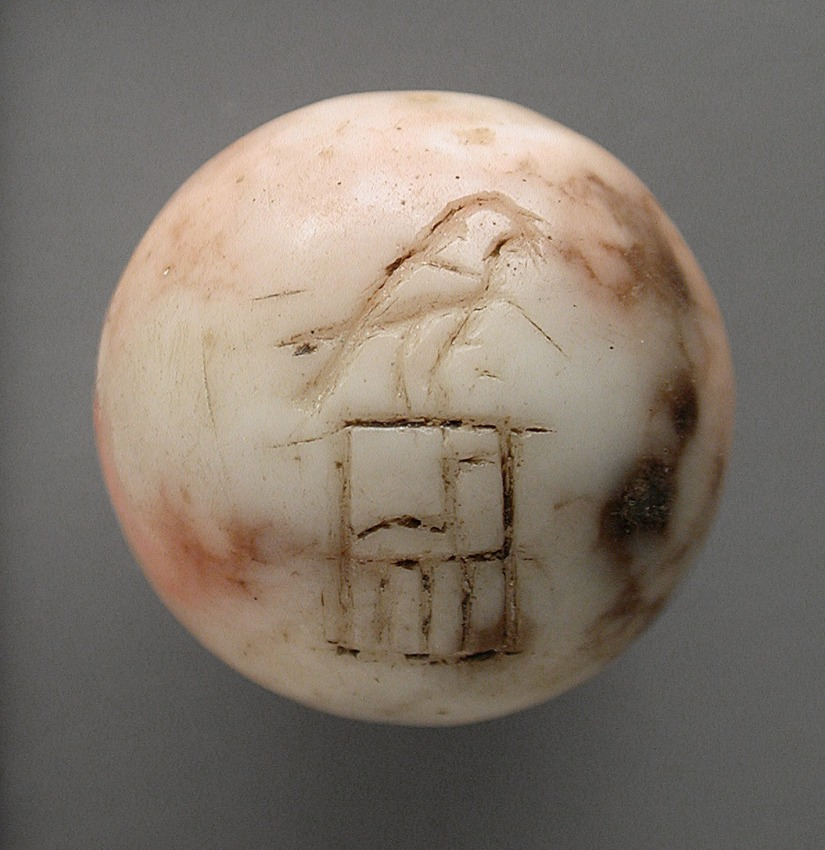
Beschreven knikker, gereedschap met de (mogelijk moderne) inscriptie van de naam van koning Djet (ca. 3050-2850 v. Chr.), LACMA
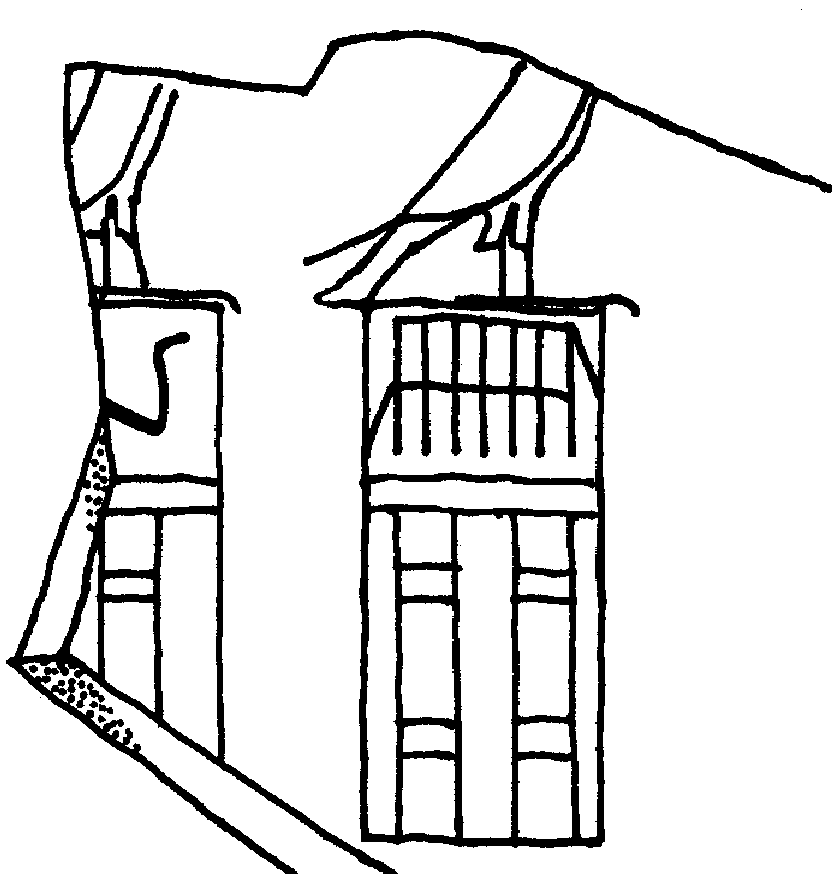
Tekening van een scherf met de namen Djet (links) en Djer